# 砌体结构

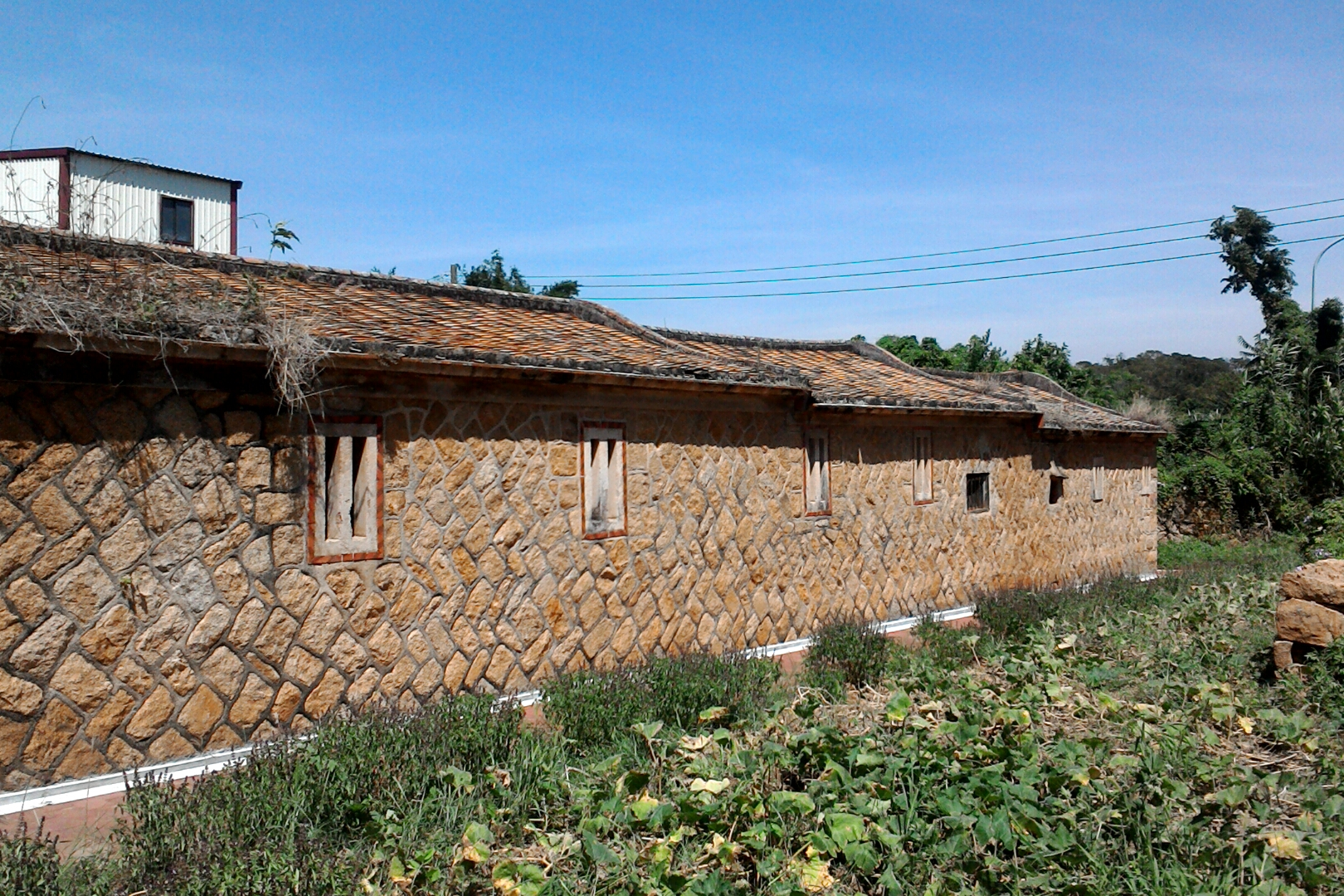
位於金門縣金城鎮陽翟聚落的人字砌石牆

砌體結構，也叫砖石結構，是磚材與石材結構的合稱，相对木结构而言强度更高，耐久性更好，故多用来建造重要的宗教、军事、政治建筑。中国早期的砌体结构的代表建筑有万里长城。
中國磚石作為建築材料使用可以上推至漢朝，漢以下各朝代一直沿用，乃至於現在。最具體的代表建築是卷拱形墓室、磚石佛塔、磚城牆、石橋、長城。
砌體結構的常用材料包括磚塊、建築石材、大理石、花崗岩、石灰石等岩石、鑄石、混凝土塊、玻璃磚和土坯。砌體通常是一種非常耐用的建築形式。然而，所用材料、砂漿的品質、工藝以及砌塊的組裝方式都會對整體砌體結構的耐久性產生很大影響。
從事砌體工程的人被稱為泥瓦匠或砌磚工。他們都屬於建築業。

## 歷史
砌體是世界上最古老的建築工藝之一。埃及金字塔、羅馬渡槽和中世紀大教堂的建造都是砌體工程的典範。早期的建築利用磚石本身的重量來穩定結構，防止其橫向移動。砌體的類型和技術隨著建築需求和文化規範的變化而演變。自20世紀中葉以來，砌體通常採用鋼筋構件來支撐現代輕薄高層建築體系中的拉力。

## 應用
砌體既可用於結構用途，也可用於非結構用途。結構用途包括牆、柱、梁、地基、承重拱等。另一方面，磚石也用於非結構用途，例如壁爐、煙囪和飾面系統。
磚塊和混凝土塊是工業化國家最常用的砌體類型，既可承重，也可非承重。混凝土砌塊，尤其是空心砌塊，為砌體結構提供了多種可能性。它們通常具有較高的抗壓強度，最適合用於芯材未填充時橫向荷載較小的結構。以混凝土或鋼筋混凝土（通常為鋼筋）填充部分或全部芯材，可以顯著提高結構的抗拉強度和側向強度。

### 優勢
- 使用磚塊和石頭等材料可以增加建築物的熱質量。
- 磚石是一種不燃產品，可以保護建築物免受火災。
- 磚石牆更能抵抗拋射物的侵襲，例如颶風或龍捲風帶來的碎片。[4]

### 缺點
- 在某些情況下，極端天氣會導致磚石因凍融循環引起的膨脹和收縮力而退化。[5]
- 磚石結構往往很重，必須建在由未受干擾的土壤或機械壓實的土壤構成的穩定地面上，否則可能會出現開裂。[6]
- 與混凝土不同，磚石建築不太適合機械化，需要更多熟練的勞動力。[3]

### 結構限制
砌體牆的一個問題是，它們主要依靠自身重量來固定；每塊磚塊或磚塊之間僅通過一層薄薄的砂漿鬆散地連接在一起。這就是為什麼它們在地震中表現不佳的原因，當整棟建築發生水平搖晃時。地震中許多倒塌都發生在承重砌石牆的建築物中。此外，較重的砌體建築遭受的破壞更大。

## 建築材料
砌体结构用砌块组成，常用于民间和工业领域，砌块按制作方法可以分为烧结砌块（如红砖、青砖）和非烧结砌块（如混凝土砌块）。
虽然有耐火、材料多、造价低、施工便捷等优点，但砌体结构抗震性一般都不好，抗拉、抗弯及抗剪性能也不理想，长期使用可能出现裂缝。

### 烧结砌块
磚型建築材料常總稱為「磚石」，依其材料用途形狀製作方法等不同有各色各樣的磚包括黏土磚（土坯磚）、紅磚與青磚（窯燒）、石磚（石材切削而成）、混泥土磚、空心磚、ALC磚（白磚等）、玻璃磚、花格磚、耐火磚、尺磚（舖道磚）、連鎖磚、磁磚、圍牆磚、平板磚、橡石磚、植草磚、透水磚、岩面磚、雕花磚、陶板磚、保特磚、畫像磚等。